# Banpynkhrawnam Nongkam
Banpynkhrawnam Nongkam là một cầu thủ bóng đá người Ấn Độ thi đấu ở vị trí hậu vệ cho Churchill Brothers ở I-League.

## Sự nghiệp
Nongkam ra mắt ở Ấn Độ, thi đấu cho Churchill Brothers ở I-League trước Minerva Punjab. Anh vào sân từ ghế dự bị ở phút 51.

## Thống kê sự nghiệp
Tính đến 15 tháng 1 năm 2018
| Câu lạc bộ          | Mùa giải            | Giải vô địch        | Giải vô địch | Giải vô địch | Cúp Liên đoàn | Cúp Liên đoàn | Cúp Quốc gia | Cúp Quốc gia | Châu lục | Châu lục  | Tổng    | Tổng      |
| Câu lạc bộ          | Mùa giải            | Hạng đấu            | Số trận      | Bàn thắng    | Số trận       | Bàn thắng     | Số trận      | Bàn thắng    | Số trận  | Bàn thắng | Số trận | Bàn thắng |
| ------------------- | ------------------- | ------------------- | ------------ | ------------ | ------------- | ------------- | ------------ | ------------ | -------- | --------- | ------- | --------- |
| Churchill Brothers  | 2016–17             | I-League            | 3            | 0            | —             | —             | 0            | 0            | —        | —         | 3       | 0         |
| Churchill Brothers  | 2017–18             | I-League            | 6            | 0            | —             | —             | 0            | 0            | —        | —         | 6       | 0         |
| Tổng cộng sự nghiệp | Tổng cộng sự nghiệp | Tổng cộng sự nghiệp | 9            | 0            | 0             | 0             | 0            | 0            | 0        | 0         | 9       | 0         |